# Riconoscimenti ottenuti da Modern Family
Di seguito sono elencati i premi e le candidature concernenti la serie televisiva statunitense Modern Family, trasmessa dal 23 settembre 2009 sul network ABC.
Sin dall'inizio della sua messa in onda la serie ha ottenuto notevoli apprezzamenti di pubblico e critica, ricevendo una gran quantità di premi e candidature a numerosi premi televisivi. Oltre a membri della produzione e del cast artistico, più volte sono stati attribuiti riconoscimenti anche a registi, sceneggiatori e montatori.
In particolare tra il 2010 e il 2014, Modern Family ha avuto grande risalto ai premi Emmy per il Primetime, i più importanti riconoscimenti in campo televisivo, ricevendo fino al 2016 un totale di 22 statuette e 77 candidature. Tra gli altri premi principali, la serie ha ottenuto anche un Golden Globe, due Directors Guild of America Awards, cinque Screen Actors Guild Awards e sei Writers Guild of America Awards.

## Emmy Awards

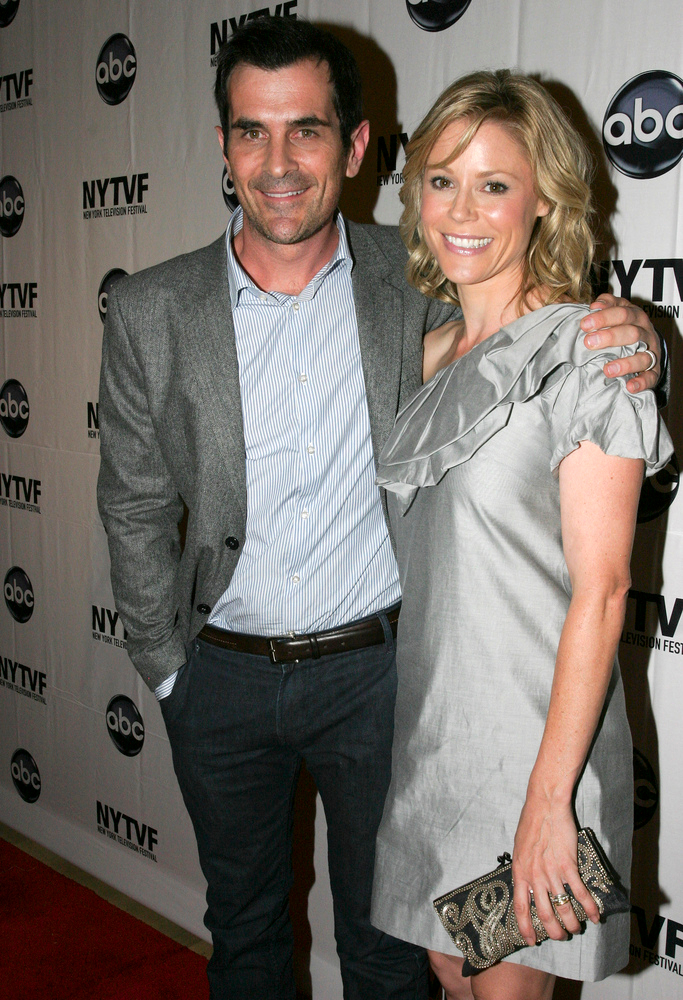
Ty Burrell e Julie Bowen sono tra i membri del cast più premiati

### Primetime Emmy Awards 2010
Alla 62ª edizione dei Primetime Emmy Awards, tenuta il 29 agosto 2010, Modern Family ricevette sei premi su 14 candidature:
- premio per la miglior serie TV commedia
- premio per il miglior attore non protagonista in una serie TV commedia a Eric Stonestreet
- premio per la miglior sceneggiatura per una serie TV commedia a Steven Levitan e Christopher Lloyd per l'episodio La nostra famiglia
- premio per il miglior casting per una serie TV commedia a Jeff Greenberg
- premio per il miglior montaggio video per una serie TV commedia a Ryan Case, per l'episodio La nostra famiglia
- premio per il miglior missaggio audio per una serie drammatica o commedia di mezz'ora a Stephen Tibbo, Brian Harman e Dean Okrand, per l'episodio Un talento naturale
- candidatura per il miglior attore non protagonista in una serie TV commedia a Ty Burrell
- candidatura per il miglior attore non protagonista in una serie TV commedia a Jesse Tyler Ferguson
- candidatura per la miglior attrice non protagonista in una serie TV commedia a Julie Bowen
- candidatura per la miglior attrice non protagonista in una serie TV commedia a Sofía Vergara
- candidatura per la miglior guest star in una serie TV commedia a Fred Willard per aver interpretato Frank Dunphy in In viaggio con Scout
- candidatura per la miglior regia per una serie TV commedia a Jason Winer per l'episodio La nostra famiglia
- candidatura per la miglior direzione artistica per una serie TV single-camera a Richard Berg e Amber Haley per gli episodi Toccata e fuga e Paure e fobie
- candidatura per il miglior montaggio video per una serie TV commedia single-camera a Jonathan Schwartz per l'episodio Ritratto di famiglia

### Primetime Emmy Awards 2011
Alla 63ª edizione dei Primetime Emmy Awards, celebrata il 18 settembre 2011, la serie venne premiata in cinque diverse categorie su 17 candidature complessive:
- premio per la miglior serie TV commedia
- premio per il miglior attore non protagonista in una serie TV commedia a Ty Burrell
- premio per la miglior attrice non protagonista in una serie TV commedia a Julie Bowen
- premio per la miglior regia per una serie TV commedia a Michael Alan Spiller per l'episodio Dolcetto o scherzetto?
- premio per la miglior sceneggiatura per una serie TV commedia a Steven Levitan e Jeffrey Richman per l'episodio Sorpreesaaa!!!
- candidatura per il miglior attore non protagonista in una serie TV commedia a Jesse Tyler Ferguson
- candidatura per il miglior attore non protagonista in una serie TV commedia a Ed O'Neill
- candidatura per il miglior attore non protagonista in una serie TV commedia a Eric Stonestreet
- candidatura per la miglior attrice non protagonista in una serie TV commedia a Sofía Vergara
- candidatura per la miglior guest star in una serie TV commedia a Nathan Lane per aver interpretato Pepper Saltzman in Una serata tra ragazzi
- candidatura per la miglior regia per una serie TV commedia a Gail Mancuso per l'episodio Rischi di quartiere
- candidatura per la miglior regia per una serie TV commedia a Steven Levitan per l'episodio Il giorno del diploma
- candidatura per il miglior casting per una serie TV commedia a Jeff Greenberg
- candidatura per la miglior direzione artistica per una serie TV single-camera a Richard Berg e Amber Haley per l'episodio Dolcetto o scherzetto?
- candidatura per il miglior montaggio video per una serie TV commedia single-camera a Ryan Case per l'episodio Dolcetto o scherzetto?
- candidatura per il miglior montaggio video per una serie TV commedia single-camera a Jonathan Maxwell per l'episodio Rischi di quartiere
- candidatura per il miglior missaggio audio per una serie drammatica o commedia di mezz'ora a Stephen A. Tibbo, Brian R. Harman e Dean Okrand per l'episodio Dolcetto o scherzetto?

### Primetime Emmy Awards 2012
Alla 64ª edizione dei Primetime Emmy Awards, celebrata il 23 settembre 2012, la serie ottenne cinque premi su 14 candidature:
- premio per la miglior serie TV commedia
- premio per il miglior attore non protagonista in una serie TV commedia a Eric Stonestreet
- premio per la miglior attrice non protagonista in una serie TV commedia a Julie Bowen
- premio per la miglior regia per una serie TV commedia a Steven Levitan per l'episodio Bimbo a bordo
- premio per il miglior missaggio audio per una serie drammatica o commedia di mezz'ora a Stephen A. Tibbo, Brian R. Harman e Dean Okrand per l'episodio Una vacanza al ranch
- candidatura per il miglior attore non protagonista in una serie TV commedia a Ty Burrell
- candidatura per il miglior attore non protagonista in una serie TV commedia a Jesse Tyler Ferguson
- candidatura per il miglior attore non protagonista in una serie TV commedia a Ed O'Neill
- candidatura per la miglior attrice non protagonista in una serie TV commedia a Sofía Vergara
- candidatura per la miglior guest star in una serie TV commedia a Greg Kinnear per aver interpretato Ted in Gelosie
- candidatura per la miglior regia per una serie TV commedia a Jason Winer per l'episodio Segreti di famiglia
- candidatura per il miglior casting per una serie TV commedia a Jeff Greenberg
- candidatura per il miglior montaggio video per una serie TV commedia single-camera a Ryan Case per l'episodio Un giorno speciale
- candidatura per il miglior montaggio video per una serie TV commedia in modalità single-camera a Steven A. Rasch per l'episodio Campagna elettorale

### Primetime Emmy Awards 2013
Alla 65ª edizione dei Primetime Emmy Awards, celebrata il 22 settembre 2013, la serie ottenne due premi su 12 candidature:
- premio per la miglior serie TV commedia
- premio per la miglior regia per una serie TV commedia a Gail Mancuso per l'episodio L'arresto
- candidatura per il miglior attore non protagonista in una serie TV commedia a Ty Burrell
- candidatura per il miglior attore non protagonista in una serie TV commedia a Jesse Tyler Ferguson
- candidatura per il miglior attore non protagonista in una serie TV commedia a Ed O'Neill
- candidatura per la miglior attrice non protagonista in una serie TV commedia a Julie Bowen
- candidatura per la miglior attrice non protagonista in una serie TV commedia a Sofía Vergara
- candidatura per la miglior guest star in una serie TV commedia a Nathan Lane per aver interpretato Pepper Saltzman in Il fantasma dell'Opera
- candidatura per il miglior casting per una serie TV commedia a Jeff Greenberg
- candidatura per il miglior coordinamento stunt per una serie commedia o varietà a Jim Sharp
- candidatura per il miglior montaggio video per una serie TV commedia single-camera a Ryan Case per l'episodio Gelosia
- candidatura per il miglior missaggio audio per una serie drammatica o commedia di mezz'ora a Stephen A. Tibbo, Brian R. Harman e Dean Okrand per l'episodio Serata di beneficenza

### Primetime Emmy Awards 2014
Alla 66ª edizione dei Primetime Emmy Awards, celebrata il 25 agosto 2014, la serie ottenne tre premi su 10 candidature:
- premio per la miglior serie TV commedia
- premio per il miglior attore non protagonista in una serie TV commedia a Ty Burrell
- premio per la miglior regia per una serie TV commedia a Gail Mancuso per l'episodio Las Vegas
- candidatura per il miglior attore non protagonista in una serie TV commedia a Jesse Tyler Ferguson
- candidatura per la miglior attrice non protagonista in una serie TV commedia a Julie Bowen
- candidatura per la miglior guest star in una serie TV commedia a Nathan Lane per aver interpretato Pepper Saltzman
- candidatura per il miglior casting per una serie TV commedia a Jeff Greenberg
- candidatura per la miglior direzione artistica per una serie contemporanea con episodi fino a 30 minuti a Claire Bennett, Sam Kramer e Brian Kasch per l'episodio Las Vegas
- candidatura per il miglior montaggio video per una serie TV commedia single-camera a Ryan Case per l'episodio Las Vegas
- candidatura per il miglior missaggio audio per una serie drammatica o commedia di mezz'ora a Stephen A. Tibbo, Brian R. Harman e Dean Okrand per l'episodio Il matrimonio (prima parte)

### Primetime Emmy Awards 2015
Alla 67ª edizione dei Primetime Emmy Awards, celebrata il 20 settembre 2015, la serie ottenne un premio su sei candidature:
- premio per il miglior missaggio audio per una serie drammatica o commedia di mezz'ora a Stephen A. Tibbo, Dean Okrand, Brian R. Harman e David Michael Torres per l'episodio Equivoci
- candidatura per la miglior serie TV commedia
- candidatura per il miglior attore non protagonista in una serie TV commedia a Ty Burrell
- candidatura per la miglior attrice non protagonista in una serie TV commedia a Julie Bowen
- candidatura per la miglior guest star in una serie TV commedia a Elizabeth Banks per aver interpretato Sal in Prima classe
- candidatura per il miglior casting per una serie TV commedia a Jeff Greenberg

### Primetime Emmy Awards 2016
Per la 68ª edizione dei Primetime Emmy Awards, celebrata il 18 settembre 2016, la serie ha ottenuto tre candidature:
- candidatura per la miglior serie TV commedia
- candidatura per il miglior attore non protagonista in una serie TV commedia a Ty Burrell
- candidatura per il miglior casting per una serie TV commedia a Jeff Greenberg

### Primetime Emmy Awards 2017
Per la 69ª edizione dei Primetime Emmy Awards, celebrata il 17 settembre 2017, la serie ha ottenuto tre candidature:
- candidatura per la miglior serie TV commedia
- candidatura per il miglior attore non protagonista in una serie TV commedia a Ty Burrell
- candidatura per il miglior messaggio per una serie commedia o drammatica con episodi fino a 30 minuti o d'animazione a Dean Okrand, Brian R. Harman e Stephen A. Tibbo, per l'episodio Il tiro decisivo

## Golden Globe Award

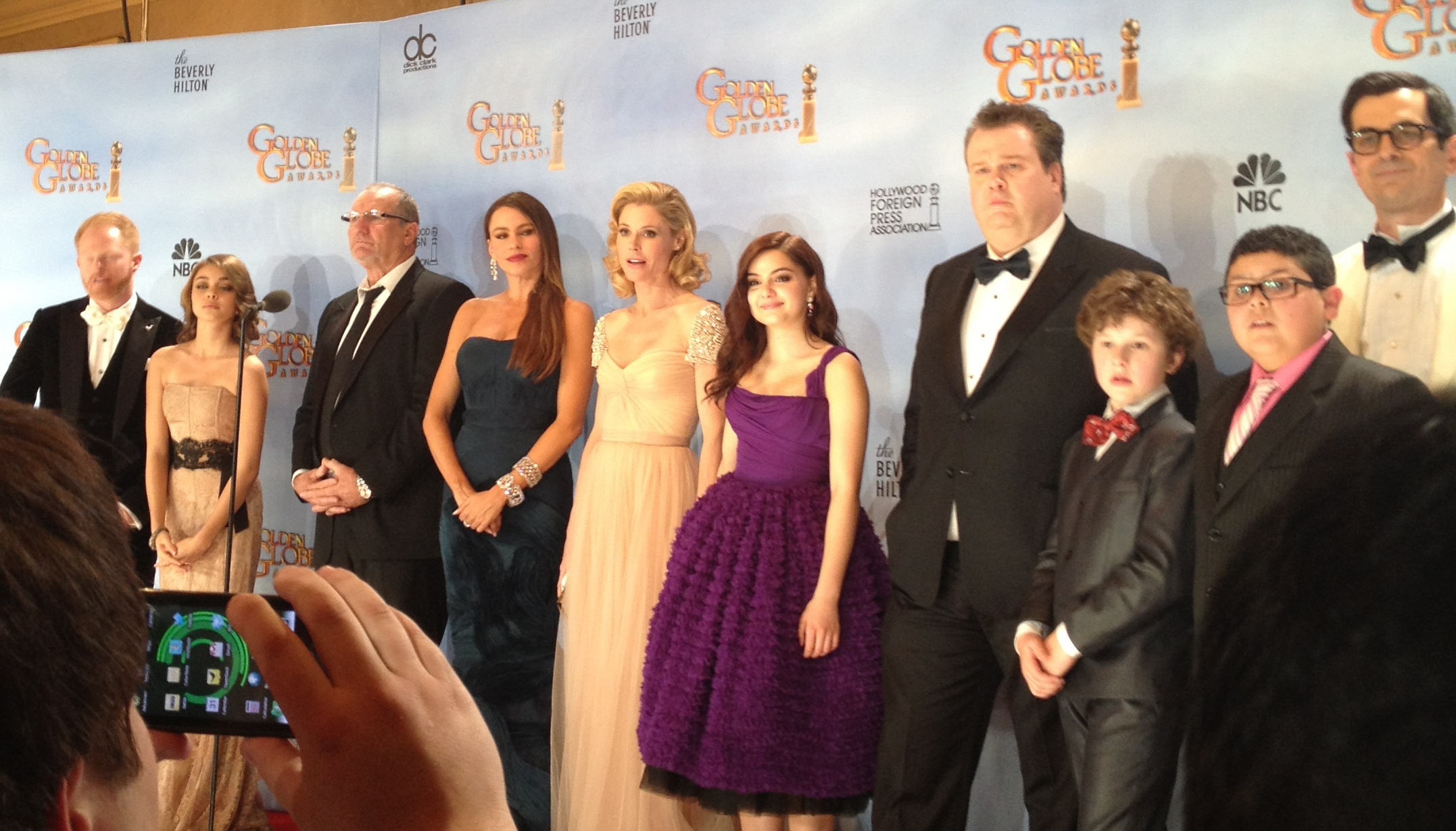
Il cast di Modern Family alla 69ª edizione dei Golden Globe

Il 17 gennaio 2010 alla 67ª edizione dei Golden Globe Modern Family fu candidata nella categoria miglior serie TV commedia o musicale.
L'anno seguente, alla 68ª edizione, fu candidata tre volte:
- candidatura per la miglior serie TV commedia o musicale
- candidatura per la miglior interpretazione di un attore non protagonista in una serie, miniserie o film TV a Eric Stonestreet
- candidatura per la miglior interpretazione di un'attrice non protagonista in una serie, miniserie o film TV a Sofía Vergara

Il 15 gennaio 2012, alla 69ª edizione, dove replicò le candidature dell'anno precedente, ottenne il primo premio Golden Globe:
- premio per la miglior serie TV commedia o musicale
- candidatura per la miglior interpretazione di un attore non protagonista in una serie, miniserie o film TV a Eric Stonestreet
- candidatura per la miglior interpretazione di un'attrice non protagonista in una serie, miniserie o film TV a Sofía Vergara

Il 13 gennaio 2013, alla 70ª edizione, la serie ottiene nuovamenente tre nomination:
- candidatura per la miglior serie TV commedia o musicale
- candidatura per la miglior interpretazione di un attore non protagonista in una serie, miniserie o film TV a Eric Stonestreet
- candidatura per la miglior interpretazione di un'attrice non protagonista in una serie, miniserie o film TV a Sofía Vergara

Per la 71ª edizione, celebrata il 12 gennaio 2014, la serie ottenne due candidature:
- candidatura per la miglior serie TV commedia o musicale
- candidatura per la miglior interpretazione di un'attrice non protagonista in una serie, miniserie o film TV a Sofía Vergara

## BAFTA Television Award
Il 27 maggio 2012 la serie ricevette la prima candidatura ai British Academy Television Awards nella categoria miglior serie TV internazionale.

## AFI TV Award
Nell'elenco dei dieci programmi televisivi dell'anno stilato annualmente dall'American Film Institute Modern Family fu inclusa nel 2009, nel 2010, nel 2011 e nel 2012.

## ALMA Award
Nel settembre 2011, agli American Latino Media Arts Awards, riconoscimento riservato agli artisti latino-americani, la serie vinse un premio su tre candidature:
- premio per il miglior attore non protagonista a Rico Rodriguez
- candidatura per la miglior serie TV
- candidatura per la miglior attrice non protagonista a Sofía Vergara

Nel settembre 2012 la serie ripeté le candidature dell'edizione precedente, con Rico Rodriguez nuovamente premiato come miglior attore non protagonista.

## ASC Award
Nel 2012 agli American Society of Cinematographers Awards, riconoscimenti destinati ai direttori della fotografia, James R. Bagdonas fu candidato nella categoria Miglior fotografia per una serie TV di mezz'ora per l'episodio San Valentino con sorpresa.

## Art Directors Guild Award
Tra il 2010 e il 2015 agli Art Directors Guild Awards, destinati a premiare le migliori scenografie, ottenne i seguenti riconoscimenti:
- nel 2010 candidatura per il miglior episodio di mezz'ora di una serie single-camera a Richard Berg, Robert Vukasovich, Mick Cukurs e Christopher Carlson per l'episodio La pace ritrovata[31]
- nel 2011 premio per il miglior episodio di mezz'ora di una serie single-camera a Richard Berg per l'episodio Dolcetto o scherzetto?[32].
- nel 2012 premio per il miglior episodio di mezz'ora di una serie single-camera a Richard Berg per l'episodio Natale espresso[33].
- nel 2013 candidatura per il miglior episodio di mezz'ora di una serie single-camera a Richard Berg per l'episodio Appuntamento pericoloso[34].
- nel 2014 candidatura per il miglior episodio di mezz'ora di una serie single-camera a Richard Berg per l'episodio Educazione domestica[35].
- nel 2015 candidatura per il miglior episodio di mezz'ora di una serie single-camera a Richard Berg per gli episodi Il principe azzurro, Superstizioni e I vicini di casa[36].

## Artios Award
Tra il 2010 e il 2015 la serie vinse diversi Artios Awards, premi assegnati dalla Casting Society of America:
- nel 2010 premio per il miglior casting per una serie TV commedia a Jeff Greenberg
- nel 2010 premio per il miglior casting per un episodio pilota di una serie TV commedia a Jeff Greenberg
- nel 2011 premio per il miglior casting per una serie TV commedia a Jeff Greenberg
- nel 2012 premio per il miglior casting per una serie TV commedia a Jeff Greenberg e Allen Hooper
- nel 2013 candidatura per il miglior casting per una serie TV commedia a Jeff Greenberg e Allen Hooper
- nel 2015 candidatura per il miglior casting per una serie TV commedia a Jeff Greenberg e Allen Hooper

## Cinema Audio Society Award
Nel 2011 ai Cinema Audio Society Awards, premi che riconoscono le eccellenze nei missaggi audio, Stephen A. Tibbo e Dean Okrand ricevettero una candidatura nella cetegoria riservata alle serie TV.
Nel 2013 Stephen A. Tibbo, Brian R. Harman e Dean Okrand conseguirono una nuova candidatura nella categoria riservata alle serie TV di mezz'ora grazie all'episodio Disneyland.
Nel 2014 Stephen A. Tibbo, Brian R. Harman e Dean Okrand vinsero per la prima volta tale premio per l'episodio Buonanotte Gracie.
I tre ottennero tale riconoscimento anche nel 2015, con l'episodio Australia, nel 2016 insieme a David Michael Torres, con l'episodio Equivoci, e nel 2017 per l'episodio Il compleanno di Lily.

## The Comedy Award
Il 26 marzo 2011, alla prima edizione dei The Comedy Awards, Modern Family ricevette un premio su quattro candidature:
- premio per la miglior serie TV commedia
- candidatura per il miglior attore in una serie TV commedia a Ty Burrell
- candidatura per la miglior regia per una serie TV commedia
- candidatura per la miglior sceneggiatura per una serie TV commedia

L'anno seguente vinse in una categoria su cinque:
- premio per il miglior attore in una serie TV commedia a Ty Burrell
- candidatura per la miglior serie TV commedia
- candidatura per la miglior attrice in una serie TV commedia a Sofía Vergara
- candidatura per la miglior regia per una serie TV commedia
- candidatura per la miglior sceneggiatura per una serie TV commedia

## Costume Designers Guild Award
Il costumista Alix Friedberg fu candidato ai Costume Designers Guild Awards, riconoscimenti destinati a premiare i migliori costumi, nel 2011 e nel 2012.

## Critics' Choice Television Award

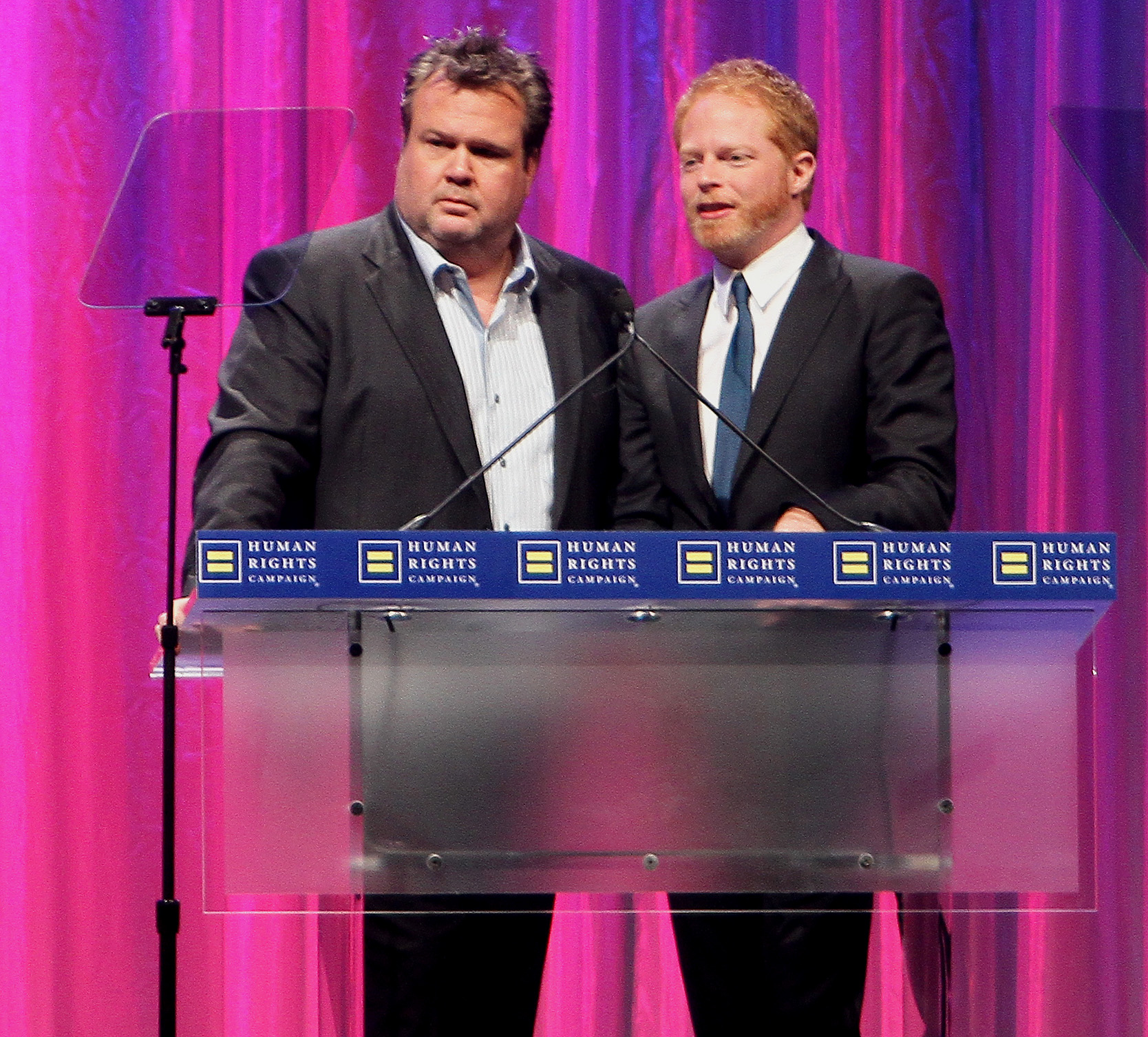
Eric Stonestreet e Jesse Tyler Ferguson

Il 20 giugno 2011, alla prima edizione dei Critics' Choice Television Awards, assegnati dalla Broadcast Television Journalists Association, Modern Family fu candidata in sei categorie: 
- premio per la miglior serie TV commedia
- candidatura per il miglior attore non protagonista in una serie TV commedia a Ty Burrell
- candidatura per il miglior attore non protagonista in una serie TV commedia a Ed O'Neill
- candidatura per il miglior attore non protagonista in una serie TV commedia a Eric Stonestreet
- candidatura per la miglior attrice non protagonista in una serie TV commedia a Julie Bowen
- candidatura per la miglior attrice non protagonista in una serie TV commedia a Sofía Vergara

Il 18 giugno 2012, alla seconda edizione, risultò candidata in quattro categorie:
- premio per il miglior attore non protagonista in una serie TV commedia a Ty Burrell
- premio per la miglior attrice non protagonista in una serie TV commedia a Julie Bowen
- candidatura per la miglior serie TV commedia
- candidatura per la miglior guest star in una serie TV commedia a Bobby Cannavale

Per la terza edizione, celebrata il 10 giugno 2013, Sarah Hyland venne candidata come miglior attrice non protagonista in una serie TV commedia.

## Directors Guild of America Award
Nel gennaio 2010, ai Directors Guild of America Awards, riconoscimenti riservati ai migliori registi, Jason Winer vinse un premio nella categoria miglior regia per una serie TV commedia, per aver diretto l'episodio La nostra famiglia.
L'anno seguente tale premio andò a Michael Spiller, per aver diretto l'episodio Dolcetto o scherzetto?. Nella stessa categoria era candidato anche Steven Levitan per l'episodio Luna di miele alle Hawaii.
Nel gennaio 2012 ottennero una candidatura Michael Spiller, per l'episodio Natale espresso, e Fred Savage, per l'episodio Giornata di beneficenza.
Per la 65ª edizione, celebrata il 2 febbraio 2013, Bryan Cranston ottenne la sua prima candidatura grazie all'episodio Campagna elettorale.
Per la 66ª edizione, del 25 gennaio 2014, ricevettero una nomination Bryan Cranston, candidato anche per un episodio di Breaking Bad, per l'episodio L'albero di Natale; e Gail Mancuso, per l'episodio Serata di beneficenza.
Alla 67ª edizione, del 7 febbraio 2015, Gail Mancuso fu nuovamente candidata per l'episodio Las Vegas.
Alla 68ª edizione, del 6 febbraio 2016, Gail Mancuso fu candidata per la terza volta per l'episodio White Christmas.

## Eddie Award
Nel 2011 il montatore Jonathan Schwartz ricevette l'Eddie Award, premio assegnato dall'American Cinema Editors e dedicato ai montatori televisivi e cinematografici, vincendo nella categoria Miglior montaggio per una serie TV di mezz'ora con l'episodio Ritratto di famiglia.
L'anno seguente, nella stessa categoria, Steven Rasch fu candidato per l'episodio Natale espresso.
Il 16 febbraio 2013, alla 63ª edizione, Ryan Case ricevette tale candidatura per l'episodio Appuntamento pericoloso.

## GLAAD Media Award
Nel 2010, alla 21ª edizione dei GLAAD Media Awards, assegnati dalla Gay & Lesbian Alliance Against Defamation, Modern Family fu candidata nella categoria miglior serie TV commedia.
L'anno seguente, alla 22ª edizione, fu candidata nella stessa categoria, vincendo; tale premio le fu assegnato anche durante la 23ª edizione.
La serie fu candidata come miglior serie TV commedia anche nel 2013, alla 24ª edizione, nel 2014, alla 25ª edizione, nel 2015, alla 26ª edizione e nel 2016, alla 27ª edizione.

## Image Award
Tra il 2011 e il 2013, agli NAACP Image Awards, premi dedicati alle persone di colore che lavorano nel mondo dell'arte, la serie ottenne i seguenti riconoscimenti:
- nel 2011 premio per la miglior attrice non protagonista in una serie TV commedia a Sofía Vergara
- nel 2011 premio per la miglior regia per una serie TV commedia a Kevin Rodney Sullivan per l'episodio Un compleanno movimentato
- nel 2011 candidatura per la miglior serie TV commedia
- nel 2012 candidatura per la miglior serie TV commedia
- nel 2012 candidatura per la miglior attrice non protagonista in una serie TV commedia a Sofía Vergara
- nel 2013 candidatura per la miglior serie TV commedia
- nel 2014 candidatura per la miglior serie TV commedia
- nel 2014 candidatura per la miglior attrice non protagonista in una serie TV commedia a Sofía Vergara
- nel 2015 candidatura per la miglior attrice non protagonista in una serie TV commedia a Sofía Vergara

## Imagen Award
Nel 2010, alla 25ª edizione degli Imagen Awards, riconoscimenti destinati a premiare gli artisti di origine latina, Sofía Vergara e Rico Rodriguez ottennero una candidatura rispettivamente nelle categorie televisive miglior attrice e miglior attore non protagonista.
Nel 2015, alla 30ª edizione, Rico Rodriguez vinse il premio al miglior giovane attore televisivo, mentre la serie venne candidata tra le migliori di genere commedia.

## Kids' Choice Awards
Nel 2012 Ty Burrell fu candidato ai Nickelodeon Kids' Choice Awards come attore televisivo preferito.
Nel 2015, alla 28ª edizione, la serie venne riconosciuta come programma televisivo per famiglie preferito. Nel 2016, alla 29ª edizione, Sarah Hyland vinse il premio come attrice televisiva preferita, al quale era candidata anche Sofía Vergara, mentre Rico Rodriguez era stato candidato come miglior attore preferito e la serie come programma televisivo per famiglie preferito.

## Nymph d'Or
Nel 2011 al Festival Televisivo di Monte Carlo la serie fu candidata per il Nymph d'Or in tre categorie:
- premio per i migliori produttori internazionali a Christopher Lloyd e Steven Levitan
- candidatura per il miglior attore in una serie TV commedia a Ed O'Neill
- candidatura per la miglior attore in una serie TV commedia a Ty Burrell

Anche nel 2012 ottenne un premio su tre candidature:
- premio per i migliori produttori internazionali a Christopher Lloyd e Steven Levitan
- candidatura per il miglior attore in una serie TV commedia a Ty Burrell
- candidatura per la miglior attrice in una serie TV commedia a Julie Bowen

Nel 2013 vinse due premi su tre candidature:
- premio per la miglior serie TV comedia
- premio per la miglior attore in una serie TV commedia a Ty Burrell
- candidatura per il miglior attrice in una serie TV commedia a Julie Bowen

Nel 2014 vinse due premi su due candidature, venendo anche indicata come serie televisiva commedia più vista al mondo:
- premio per la miglior serie TV comedia
- premio per la miglior attrice in una serie TV commedia a Julie Bowen

La serie venne candidata come miglior serie TV comedia anche nel 2015.

## Peabody Award
Nel marzo 2010 la serie ricevette un Peabody Award, premio assegnato alle eccellenze nella trasmissione radiofonica e televisiva.

## People's Choice Awards
Tra il 2011 e il 2017 ai People's Choice Awards ottenne i seguenti riconoscimenti:
- nel 2011 candidatura per la serie TV commedia preferita
- nel 2011 candidatura per la famiglia rappresentata in una serie TV preferita
- nel 2012 candidatura per la serie TV commedia preferita
- nel 2013 candidatura per la serie TV commedia preferita
- nel 2013 candidatura per l'attore preferito in una serie TV commedia a Jesse Tyler Ferguson
- nel 2013 candidatura per l'attore preferito in una serie TV commedia a Ty Burrell
- nel 2013 candidatura per l'attrice preferita in una serie TV commedia a Sofía Vergara
- nel 2014 candidatura per la serie TV commedia preferita
- nel 2014 candidatura per l'attore preferito in una serie TV commedia a Jesse Tyler Ferguson
- nel 2015 candidatura per la serie TV commedia preferita
- nel 2015 candidatura per l'attore preferito in una serie TV commedia a Jesse Tyler Ferguson
- nel 2015 candidatura per l'attore preferito in una serie TV commedia a Ty Burrell
- nel 2015 candidatura per l'attrice preferita in una serie TV commedia a Sofía Vergara
- nel 2016 candidatura per la serie TV commedia preferita
- nel 2016 candidatura per l'attore preferito in una serie TV commedia a Jesse Tyler Ferguson
- nel 2016 candidatura per l'attrice preferita in una serie TV commedia a Sofía Vergara
- nel 2017 candidatura per la serie TV commedia preferita
- nel 2017 premio per l'attrice preferita in una serie TV commedia a Sofía Vergara

## PGA Award
Nel 2011 ai Producers Guild of America Awards fu assegnato il premio Danny Thomas per la migliore produzione televisiva a episodi nella categoria commedia a Steven Levitan, Christopher Lloyd, Jeff Morton, Dan O'Shannon, Jason Winer, Bill Wrubel, Danny Zuker.
L'anno seguente lo stesso premio fu assegnato a Paul Corrigan, Abraham Higginbotham, Steven Levitan, Christopher Lloyd, Jeff Morton, Jeffrey Richman, Dan O'Shannon, Brad Walsh, Bill Wrubel, Danny Zuker.
Durante la 24ª edizione, celebrata il 26 gennaio 2013, la serie ottenne nuovamente tale premio; i produttori a riceverlo furono Cindy Chupack, Paul Corrigan, Abraham Higginbotham, Ben Karlin, Steven Levitan, Christopher Lloyd, Jeff Morton, Dan O'Shannon, Jeffrey Richman, Chris Smirnoff, Brad Walsh, Bill Wrubel, Danny Zukerr.
Alla 25ª edizione, celebrata il 19 gennaio 2014, la serie vinse tale premio per la quarta volta consecutiva, assegnato ai produttori Paul Corrigan, Abraham Higginbotham, Ben Karlin, Elaine Ko, Steven Levitan, Christopher Lloyd, Jeffrey Morton, Dan O'Shannon, Jeffrey Richman, Chris Smirnoff, Brad Walsh, Bill Wrubel e Danny Zuker.
Alla 26ª edizione, celebrata il 24 gennaio 2015, furono invece candidati i produttori Paul Corrigan, Megan Ganz, Abraham Higginbotham, Ben Karlin, Elaine Ko, Steven Levitan, Christopher Lloyd, Jeff Morton, Dan O'Shannon, Jeffrey Richman, Chris Smirnoff, Brad Walsh, Bill Wrubel, Sally Young e Danny Zuker.
Alla 27ª edizione, celebrata il 23 gennaio 2016, furono candidati al Danny Thomas Award Steven Levitan, Christopher Lloyd, Paul Corrigan, Abraham Higginbotham, Jeff Morton, Jeffrey Richman, Brad Walsh, Danny Zuker, Vali Chandrasekaran, Megan Ganz, Elaine Ko, Kenny Schwartz, Chuck Tatham, Rick Wiener, Chris Smirnoff e Sally Young.
Alla 28ª edizione, celebrata il 28 gennaio 2017, furono invece candidati Steven Levitan, Christopher Lloyd, Paul Corrigan, Abraham Higginbotham, Elaine Ko, Jeff Morton, Jeffrey Richman, Brad Walsh, Danny Zuker, Vali Chandrasekaran, Andy Gordon, Jon Pollack, Chuck Tatham, Chris Smirnoff e Sally Young.

## RTS Programme Awards
Nel mese di marzo 2012 ai Royal Television Society Programme Awards la serie ottenne il premio per il miglior programma tv internazionale.

## Satellite Award
Nel mese di dicembre 2009 alla 14ª edizione dei Satellite Awards Julie Bowen fu candidata nella categoria miglior attrice in una serie TV commedia o musicale.
L'anno seguente, alla 15ª edizione, la serie ottenne tre candidature:
- candidatura per la miglior serie TV commedia o musicale
- candidatura per il miglior attore non protagonista in una serie, miniserie o film TV a Ty Burrell
- candidatura per la miglior attrice non protagonista in una serie, miniserie o film TV a Julie Bowen

Nel dicembre 2011, alla 16ª edizione, la serie ottenne tre candidature:
- candidatura per la miglior serie TV commedia o musicale
- candidatura per il miglior attore non protagonista in una serie, miniserie o film TV a Ty Burrell
- candidatura per la miglior attrice non protagonista in una serie, miniserie o film TV a Sofía Vergara

Il 16 dicembre 2012, alla 17ª edizione, la serie fu candidata nella categoria miglior serie TV commedia o musicale.
Anche alla 18ª edizione, celebrata il 9 marzo 2014, la serie fu candidata come miglior serie TV commedia o musicale.

## Screen Actors Guild Award

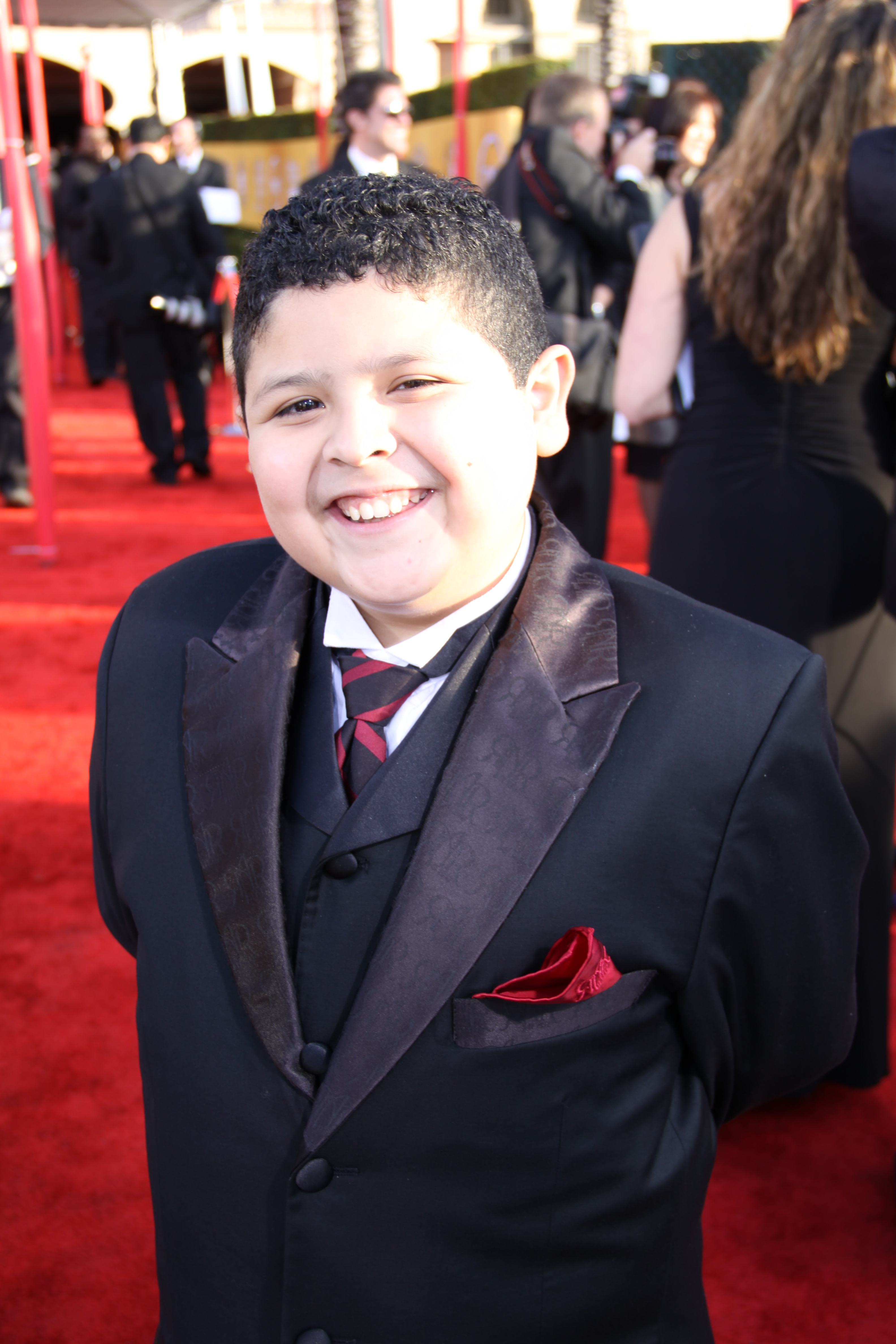
Rico Rodriguez alla 16ª edizione dei SAG Awards

Il 23 gennaio 2010, alla 16ª edizione degli Screen Actors Guild Awards, Julie Bowen, Ty Burrell, Jesse Tyler Ferguson, Nolan Gould, Sarah Hyland, Ed O'Neill, Rico Rodriguez, Eric Stonestreet, Sofía Vergara e Ariel Winter furono candidati nella categoria miglior interpretazione di un cast corale in una serie TV commedia.
Il 30 gennaio 2011, alla 17ª edizione, la serie ottenne un premio su quattro candidature:
- premio per la miglior interpretazione di un cast corale in una serie TV commedia a Sarah Hyland, Rico Rodriguez, Sofía Vergara, Julie Bowen, Eric Stonestreet, Nolan Gould, Ty Burrell, Ed O'Neill, Jesse Tyler Ferguson e Ariel Winter
- candidatura per la miglior interpretazione di un attore in una serie TV commedia a Ty Burrell
- candidatura per la miglior interpretazione di un attore in una serie TV commedia a Ed O'Neill
- candidatura per la miglior interpretazione di un'attrice in una serie TV commedia a Sofía Vergara

Il 29 gennaio 2012, alla 18ª edizione, la serie ottenne un premio su cinque candidature:
- premio per la miglior interpretazione di un cast corale in una serie TV commedia a Aubrey Anderson-Emmons, Julie Bowen, Ty Burrell, Jesse Tyler Ferguson, Nolan Gould, Sarah Hyland, Ed O'Neill, Rico Rodriguez, Eric Stonestreet, Sofía Vergara e Ariel Winter
- candidatura per la miglior interpretazione di un attore in una serie TV commedia a Ty Burrell
- candidatura per la miglior interpretazione di un attore in una serie TV commedia a Eric Stonestreet
- candidatura per la miglior interpretazione di un'attrice in una serie TV commedia a Julie Bowen
- candidatura per la miglior interpretazione di un'attrice in una serie TV commedia a Sofía Vergara

Il 27 gennaio 2013, alla 19ª edizione, la serie ottenne un premio su quattro candidature:
- premio per la miglior interpretazione di un cast corale in una serie TV commedia a Aubrey Anderson-Emmons, Julie Bowen, Ty Burrell, Jesse Tyler Ferguson, Nolan Gould, Sarah Hyland, Ed O'Neill, Rico Rodriguez, Eric Stonestreet, Sofía Vergara e Ariel Winter
- candidatura per la miglior interpretazione di un attore in una serie TV commedia a Ty Burrell
- candidatura per la miglior interpretazione di un attore in una serie TV commedia a Eric Stonestreet
- candidatura per la miglior interpretazione di un'attrice in una serie TV commedia a Sofía Vergara

Il 18 gennaio 2014, alla 20ª edizione, la serie vinse due premi su tre candidature:
- premio per la miglior interpretazione di un cast corale in una serie TV commedia a Aubrey Anderson-Emmons, Julie Bowen, Ty Burrell, Jesse Tyler Ferguson, Nolan Gould, Sarah Hyland, Ed O'Neill, Rico Rodriguez, Eric Stonestreet, Sofía Vergara e Ariel Winter
- premio per la miglior interpretazione di un attore in una serie TV commedia a Ty Burrell
- candidatura per la miglior interpretazione di un'attrice in una serie TV commedia a Julie Bowen

Il 25 gennaio 2015, alla 21ª edizione, la serie venne candidata nelle categorie:
- candidatura per la miglior interpretazione di un cast corale in una serie TV commedia a Aubrey Anderson-Emmons, Julie Bowen, Ty Burrell, Jesse Tyler Ferguson, Nolan Gould, Sarah Hyland, Ed O'Neill, Rico Rodriguez, Eric Stonestreet, Sofía Vergara e Ariel Winter
- candidatura per la miglior interpretazione di un attore in una serie TV commedia a Ty Burrell
- candidatura per la miglior interpretazione di un attore in una serie TV commedia a Eric Stonestreet
- candidatura per la miglior interpretazione di un'attrice in una serie TV commedia a Julie Bowen

Il 30 gennaio 2016, alla 22ª edizione, la serie venne candidata nelle categorie:
- candidatura per la miglior interpretazione di un cast corale in una serie TV commedia a Aubrey Anderson-Emmons, Julie Bowen, Ty Burrell, Jesse Tyler Ferguson, Nolan Gould, Sarah Hyland, Ed O'Neill, Rico Rodriguez, Eric Stonestreet, Sofía Vergara e Ariel Winter
- candidatura per la miglior interpretazione di un attore in una serie TV commedia a Ty Burrell

Il 29 gennaio 2017, alla 23ª edizione, la serie ottenne due nuove nomination:
- candidatura per la miglior interpretazione di un cast corale in una serie TV commedia a Aubrey Anderson-Emmons, Julie Bowen, Ty Burrell, Jesse Tyler Ferguson, Nolan Gould, Sarah Hyland, Jeremy Maguire, Ed O'Neill, Rico Rodriguez, Eric Stonestreet, Sofía Vergara e Ariel Winter
- candidatura per la miglior interpretazione di un attore in una serie TV commedia a Ty Burrell

## Teen Choice Award
Ai Teen Choice Awardss 2010 la serie fu candidata nelle seguenti candidature:
- candidatura per il programma televisivo rivelazione
- candidatura per la miglior serie TV commedia
- candidatura per l'attore rivelazione a Rico Rodriguez
- candidatura per l'attrice rivelazione a Sarah Hyland

La serie ottenne cinque candidature nel 2011:
- candidatura per la miglior serie TV commedia
- candidatura per il miglior attore in una serie TV commedia a Ty Burrell
- candidatura per ll miglior ruba-scena maschile a Rico Rodriguez
- candidatura per ll miglior ruba-scena maschile a Eric Stonestreet
- candidatura per la miglior ruba-scena femminile a Sofía Vergara

Nel 2012 ricevette quattro nomination:
- candidatura per la miglior serie TV commedia
- candidatura per il miglior attore in una serie TV commedia a Ty Burrell
- candidatura per la miglior attrice in una serie TV commedia a Sofía Vergara
- candidatura per la miglior ruba-scena femminile a Sarah Hyland

Nel 2013 fu candidata quattro volte:
- candidatura per la miglior serie TV commedia
- candidatura per il miglior attore in una serie TV commedia a Eric Stonestreet
- candidatura per la miglior ruba-scena maschile a Rico Rodriguez
- candidatura per la miglior ruba-scena femminile a Ariel Winter

Nel 2014 come miglior ruba-scena femminile fu candidata Sarah Hyland. Nel 2016 la serie fu candidata nuovamente come miglior serie TV commedia.

## TCA Awards
Tra il 2010 e il 2012 ai Television Critics Association Awards la serie vinse tre premi su otto candidature:
- nel 2010 premio per la miglior serie TV commedia
- nel 2010 candidatura per la miglior interpretazione in una serie TV commedia a Ty Burrell
- nel 2010 candidatura per la miglior interpretazione in una serie TV commedia a Eric Stonestreet
- nel 2010 candidatura per il miglior programma televisivo dell'anno
- nel 2010 candidatura per il miglior nuovo programma televisivo dell'anno
- nel 2011 premio per la miglior serie TV commedia
- nel 2011 premio per la miglior interpretazione in una serie TV commedia a Ty Burrell
- nel 2012 candidatura per la miglior serie TV commedia

## Writers Guild of America Award
Nel 2010 ai Writers Guild of America Awards Modern Family ottenne due premi su tre candidature:
- premio per la miglior nuova serie TV a Paul Corrigan, Sameer Asad Gardezi, Joe Lawson, Steven Levitan, Christopher Lloyd, Dan O'Shannon, Brad Walsh, Caroline Williams, Bill Wrubel e Danny Zuker
- premio per il miglior episodio di una serie TV commedia a Steven Levitan e Christopher Lloyd per l'episodio pilota
- candidatura per la miglior serie TV commedia a Paul Corrigan, Sameer Asad Gardezi, Joe Lawson, Steven Levitan, Christopher Lloyd, Dan O'Shannon, Brad Walsh, Caroline Williams, Bill Wrubel e Danny Zuker

L'anno seguente ricevette un premio su tre candidature:
- premio per la miglior serie TV commedia a Bill Wrubel, Jeffrey Richman, Christopher Lloyd, Paul Corrigan, Ilana Wernick, Steven Levitan, Alex Herschlag, Brad Walsh, Danny Zuker, Abraham Higginbotham, Jerry Collins, Joe Lawson, Dan O'Shannon e Elaine Ko
- candidatura per il miglior episodio di una serie TV commedia a Paul Corrigan e Brad Walsh per l'episodio Terremoto
- candidatura per il miglior episodio di una serie TV commedia a Danny Zuker per l'episodio Van Gogh a sorpresa

Nel 2012 due premi su tre candidature:
- premio per la miglior serie TV commedia a Paul Corrigan, Abraham Higginbotham, Ben Karlin, Elaine Ko, Carol Leifer, Steven Levitan, Christopher Lloyd, Dan O'Shannon, Jeffrey Richman, Brad Walsh, Ilana Wernick, Bill Wrubel e Danny Zuker
- premio per il miglior episodio di una serie TV commedia a Steven Levitan e Jeffrey Richman per l'episodio Sorpreesaaa!!!
- candidatura per il miglior episodio di una serie TV commedia a Dan O'Shannon e Ilana Wernick per l'episodio La festa della mamma

Per l'edizione del 2013 la serie ricevette un premio su quattro candidature:
- premio per il miglior episodio di una serie TV commedia a Elaine Ko per l'episodio Segreti di famiglia
- candidatura per la miglior serie TV commedia a Cindy Chupack, Paul Corrigan, Abraham Higginbotham, Ben Karlin, Elaine Ko, Steven Levitan, Christopher Lloyd, Dan O'Shannon, Jeffrey Richman, Audra Sielaff, Brad Walsh, Bill Wrubel, Danny Zuker
- candidatura per il miglior episodio di una serie TV commedia a Cindy Chupack per l'episodio Faccia a faccia
- candidatura per il miglior episodio di una serie TV commedia a Jeffrey Richman per l'episodio Appuntamento pericoloso

Per l'edizione del 2014 la serie ricevette tre candidature:
- candidatura per la miglior serie TV commedia a Paul Corrigan, Bianca Douglas, Megan Ganz, Abraham Higginbotham, Ben Karlin, Elaine Ko, Steven Levitan, Christopher Lloyd, Dan O'Shannon, Jeffrey Richman, Audra Sielaff, Emily Spivey, Brad Walsh, Bill Wrubel, Danny Zuker
- candidatura per il miglior episodio di una serie TV commedia a Paul Corrigan e Brad Walsh per l'episodio Una nuova carriera
- candidatura per il miglior episodio di una serie TV commedia a Elaine Ko per l'episodio Segreti tra fratelli

Per l'edizione del 2015 la serie ricevette due candidature:
- candidatura per il miglior episodio di una serie TV commedia a Abraham Higginbotham, Steven Levitan e Jeffrey Richman per l'episodio Tutti a cena
- candidatura per il miglior episodio di una serie TV commedia a Rick Wiener e Kenny Schwartz per l'episodio Il raffreddore

Per l'edizione del 2016 la serie ricevette una nuova candidatura:
- candidatura per il miglior episodio di una serie TV commedia a Megan Ganz e Steven Levitan per l'episodio Equivoci

Il 2 giugno 2013 l'associazione aveva anche incluso Modern Family al 34º posto nella lista delle 101 serie televisive meglio scritte di sempre.

## Young Artist Award
Nel 2010 ai Young Artist Awards Rico Rodriguez, Nolan Gould e Ariel Winter vinsero il premio migliori giovani attori in una serie TV. Senza vincerlo, i tre furono candidati alla stessa cetegoria anche l'anno seguente.